# Peter Sinkamba
Peter Chazya Sinkamba (Namwala, Zàmbia, 7 d'agost de 1964) és un empresari i polític zambià. Va ser candidat del Partit Verd de Zàmbia en les eleccions presidencials de 2015 i 2016.

## Carrera empresarial
Sinkamba es va fer ric exportant blat de moro a Zaire.

## Activisme mediambiental
Sinkamba va fundar Citizens for a Better Environment ("Ciutadans per un Medi Ambient Millor") el 1997 a causa dels riscos socials i ambientals de la mineria del coure no regulada, en particular per a les persones que viuen prop de les mines.
Va ajudar a lluitar per la reubicació sostenible de les comunitats les cases de les quals es van veure afectades per les activitats mineres en el Copperbelt. Això inclou la reubicació de les comunitats Ming'omba i Kawama per Konkola Copper Mines (KCM) en Chililabombwe. Aquesta reubicació es va realitzar entre 2000 i 2003 i en ella van participar més de 100 cases. També va ajudar a la reubicació de més de 100 llars en Mufulira afectats per l'esquerdament de les cases a causa de les activitats mineres històriques.
També va ajudar a establir un Fons de Protecció Ambiental de diversos milions de dòlars per al sector miner de Zàmbia, al qual les empreses mineres estan obligades a contribuir per a cobrir les seves responsabilitats ambientals. Els objectius del fons són assegurar que les empreses mineres disposin de recursos suficients per a executar els seus plans d'ordenació ambiental, i també oferir una garantia al govern de no utilitzar fons públics en cas que l'empresa minera no rehabiliti el seu emplaçament.
Quan Anglo American Corporation es va retirar a Zàmbia en 2002, Sinkamba, a través del que va anomenar el "Manifest de Copperbelt", va reunir grups de la societat civil de tot el món per a pressionar a Anglo al fet que mitigués de manera sostenible les seves responsabilitats ambientals i socials en Copperbelt. Aquesta iniciativa va portar a Anglo a crear la Copperbelt Development Foundation ("Fundació per al Desenvolupament de Copperbelt") i a donar a la fundació més del 40% de les accions de KCM.
També ha negociat, en nom del govern, el suport del Banc Mundial per a mitigar els problemes ambientals i socials històrics en Copperbelt, així com el problema d'enverinament per plom en Kabwe. Entre 2002 i 2017, el Banc Mundial i altres organismes s'han compromès a aportar més de 100 milions de dòlars per a abordar problemes ambientals i socials històrics en la Cinta de Coure i Kabwe.

## Carrera política
Sinkamba va començar a fer política en el corrent principal el 1990 com a activista juvenil del Moviment per a la Democràcia Multipartidista (MMD). En 1991, es va convertir en el Secretari General Adjunt de l'Aliança Democràtica Nacional (NADA) i més tard en el Secretari General del Partit Conservador Nacional (NCP). Va formar part de la Comissió de Revisió Constitucional de Mwanakatwe per a redactar la Constitució del país de 1993 a 1994. Més tard va fundar el Partit Verd en 2013. Com a candidat de l'acabat de formar (2013) Partit Verd de Zàmbia en les eleccions presidencials de 2015, Sinkamba va obtenir 1.410 vots. Més tard es va presentar a les eleccions presidencials en 2016 guanyant-ne 4.515.

## Posicions polítiques
Sinkamba ha proposat que Zàmbia legalitzi la marihuana per a diversificar la seva economia.